# Milano Baseball
Milano Baseball est un club italien de baseball situé à Milan fondé en 1946. Il joue en compétition officielle depuis 1948 et dispute ses matchs à domicile au stade J.F. Kennedy (3000 places).
Sponsoring oblige, le club a souvent changé de nom par le passé. 

## Palmarès
- Champion d'Italie : 1958, 1960, 1961, 1962, 1966, 1967, 1968, 1970
- Vainqueur de la Coupe d'Italie : 1967, 1990, 1991
- Vainqueur de la Coupe d'Europe : 1969, 1970, 1971
- Vainqueur de la Coupe des vainqueurs de coupe : 1991, 1992
- Finaliste de la Coupe des vainqueurs de coupe : 1993, 1998